# Bomarea superba
Bomarea superba es una especie de planta fanerógama perteneciente a la familia de las Alstroemeriáceas.  Es originaria de Perú.

## Descripción
Es un bejuco endémico de Ecuador, geófito con rizoma que se restringe a los bosques nublados. Se ha recogido de un bosque relicto, bosque primario en pendientes y entre las rocas. En la región de Amotape-Huancabamba, en el norte de Perú ha sido recientemente identificado como un punto de acceso importante para la biodiversidad, con al menos 318 taxones de angiospermas endémicas identificadas por el Departamento de Cajamarca. Bomarea alstromeroides se ha encontrado creciendo simpátricamente con B. superba (superposición de distribución sin cruzarse). Bomarea superba no puede confundirse con ninguna otra especie peruana de Bomarea, debido a sus grandes flores amarillas sin ningún tipo de manchas oscuras.

## Taxonomía
Bomarea superba fue descrita por William Herbert, y publicado en Amaryllidaceae 117, t. 6, f. 1. 1837.
Etimología
Bomarea: nombre genérico que está dedicado al farmacéutico francés Jacques-Christophe Valmont de Bomare (1731-1807), que visitó diversos países de Europa y es autor de “Dictionnaire raisonné universel d’histoire naturelle” en 12 volúmenes (desde 1768).
superba:  latíno que significa "magnífico".
Sinonimia
- Bomarea sulphurea Kraenzl.	[4][5]